# كريسول
الكريزول الاسم الشائع لمجموعة من المواد الكيميائية التي يطلق عليها العلماء اسم الهيدروكسيتولوين. ويحتوي زيت الكريوزوت على مادة الكريزول. ويُستخدم في صيانة العوارض الخشبية للسكك الحديدية، وأعمدة الأسوار، والأخشاب الأخرى المستخدمة خارج البيوت. وتُصنع أنواع الصابون المطهرة والمستحلبات من مزيج نقي يحتوي على مواد الكريزول المعروفة: أورتو ـ كريزول، وميتا ـ كريزول، وبارار ـ كريزول. وتُستخدم هذه الأنواع من الصابون والمستحلبات مطهرات محلية ومبيدات للجراثيم.

## البنية الكيميائية والإنتاج
في بنيته الكيميائية، يكون لجزيء الكريسول مجموعة مثيل مستبدَلة في حلقة بنزين في جزيء الفينول. وهناك ثلاث صيغ للكريسولات يختلفن عن بعضهن البعض اختلافاً طفيفاً في بنياتهن الكيميائية: ortho-cresol (o-cresol), meta-cresol (m-cresol), and para-cresol (p-cresol).. وتتواجد تلك الصيغ منفصلة عن بعضها أو كخليط. كلمة tricresol يمكن استعمالاها كرديف لكلمة كريسول حيث أنها تعني خليطاً من o- و m- و p-cresols.

## التطبيقات
كريزولات هي مؤشرات ما قبل أو الوسيطة الصناعية للمركبات وغيرها من المواد، بما في ذلك البلاستيك والمبيدات الحشرية والأدوية والأصباغ.

### الأمثلة التجارية
مشتقات  P  - كريسول ما يلي:
- بوبرانولول وهوغير انتقائي حاصرات بيتا
- هندو 1، وهو معروف مؤشر للكالسيوم
- الأنيسول هيدروكسي تولوين وهو شائع مضاد للأكسدة

## وصلات خارجية
- o-CRESOL (ICSC)
- m-CRESOL (ICSC)
- p-CRESOL (ICSC)
- Environmental Science - SMILES Examples Notations نسخة محفوظة 11 أكتوبر 2008 على موقع واي باك مشين.
- النمسا (1983): Orchid floral fragrances and male euglossine bees: methods and advances in the last sesquidecade. Biol. Bull. 164: 355-395.